# Talaus zhangjiangkou
Espèce
Talaus zhangjiangkou est une espèce d'araignées aranéomorphes de la famille des Thomisidae.

## Distribution
Cette espèce est endémique du Fujian en Chine,. Elle se rencontre dans le xian de Yunxiao.

## Description
Le mâle holotype mesure 1,07 mm.

## Systématique et taxinomie
Cette espèce a été décrite par Yao et Liu en 2024.

## Étymologie
Son nom d'espèce lui a été donné en référence au lieu de sa découverte, la réserve naturelle nationale de mangrove de Fujian Zhangjiangkou.

## Publication originale
- Li, Yao, Xiao, Xu & Liu, 2024 : « Notes on species of Talaus Simon, 1886 (Araneae, Thomisidae) from China, with descriptions of two new species. » ZooKeys, vol. 1190, p. 195-212 (texte intégral).